# Titularbistum Nilopolis
Nilopolis (ital.: Nilopoli) ist ein Titularbistum der römisch-katholischen Kirche.
Es geht zurück auf ein früheres Bistum der gleichnamigen antiken Stadt in der spätantiken römischen Provinz Aegyptus Herculea oder Arcadia in Mittelägypten. Der Bischofssitz gehörte der Kirchenprovinz Oxyrynchus an.
| Titularbischöfe von Nilopolis |                                   | |                    |                    |
| Nr.                           | Name                              | Amt | von                | bis                |
| 1                             | Franz Alois von Lamberg           | Weihbischof in Passau (Kurfürstentum Bayern)                                                                         | 19. November 1725  | 6. Oktober 1732    |
| 2                             | Adam Stanislaus Grabowski         | Weihbischof in Poznań (Polen-Litauen)                                                                                | 22. Juni 1733      | 26. September 1736 |
| 3                             | Franciszek Ksawery Rydzyński      | Weihbischof in Poznań (Polen-Litauen/Königreich Preußen)                                                             | 18. September 1780 | 18. Dezember 1795  |
| 4                             | Jacobus Dillon                    | Koadjutorbischof von Raphoe (Königreich Irland)                                                                      | 5. Januar 1796     | 30. August 1800    |
| 5                             | Tomás Sala OP                     | Apostolischer Koadjutorvikar von Fo-Kien (Kaiserreich China)                                                         | 14. August 1818    | 1. Oktober 1828    |
| 6                             | Étienne Jérôme Rouchouze SSCC     | Apostolischer Präfekt der Sandwichinseln                                                                             | 14. Juni 1833      | März 1843          |
| 7                             | Justinus de Jacobis CM            | Apostolischer Vikar von Abessinien (Abessinien)                                                                      | 6. Juli 1847       | 31. Juli 1860      |
| 8                             | Walter Herman Jacobus Steins S.J. | Apostolischer Vikar von Bombay (Britisch-Indien)                                                                     | 10. Oktober 1860   | 11. Januar 1867    |
| 9                             | József Szabó                      | Weihbischof in Esztergom (Österreich-Ungarn)                                                                         | 22. Juni 1868      | 27. April 1884     |
| 10                            | Francisco Souza Prado de Lacerda  | Koadjutorbischof von Angra (Königreich Portugal)                                                                     | 16. Februar 1886   | 27. Januar 1889    |
| 11                            | Giuseppe Consenti CSsR            | Koadjutorbischof von Nusco (Königreich Italien)                                                                      | 23. Juni 1890      | 26. Januar 1893    |
| 12                            | Teodosio Maria Gargiulo           | Koadjutorbischof von Oria (Königreich Italien)                                                                       | 18. März 1895      | 20. Juni 1895      |
| 13                            | Neil McNeil                       | Apostolische Vikar von West-Neufundland (Britisch-Nordamerika)                                                       | 6. August 1895     | 8. Februar 1904    |
| 14                            | Juan Bautista Gorordo             | Weihbischof in Cebu (USA)                                                                                            | 29. April 1909     | 2. April 1910      |
| 15                            | John Mark Gannon                  | Weihbischof in Erie (USA)                                                                                            | 13. November 1917  | 26. August 1920    |
| 16                            | Francisco Javier Baztán y Urniza  | Altbischof von Oviedo (Spanien)                                                                                      | 18. Oktober 1920   | 14. Dezember 1926  |
| 17                            | Palmyre-Georges Jansoone          | Weihbischof in Lille (Frankreich)                                                                                    | 14. Januar 1927    | 4. September 1940  |
| 18                            | Costantino Stella                 | Weihbischof in Vittorio Veneto (Königreich Italien)                                                                  | 24. August 1942    | 18. Januar 1945    |
| 19                            | Lorenzo Giacomo Inglese OFMCap    | Altbischof von Tursi-Lagonegro (Italien)                                                                             | 12. September 1945 | 19. Januar 1951    |
| 20                            | Antonius Hubert Thijssen SVD      | Apostolischer Vikar von Endeh (Indonesien)                                                                           | 8. März 1951       | 3. Januar 1961     |
| 21                            | Luis Sánchez-Moreno Lira          | 20. Februar 1961 – 26. April 1968 Weihbischof in Chiclayo, 26. April 1968 – 10. Januar 1978 Prälat von Yauyos (Peru) | 20. Februar 1961   | 10. Januar 1978    |